# Arras (Albania)
Arras è una frazione del comune di Dibër in Albania (prefettura di Dibër).
Fino alla riforma amministrativa del 2015 era comune autonomo, dopo la riforma è stato accorpato, insieme agli ex-comuni di Fushë Çidhën, Kala e Dodës, Kastriot, Lurë, Luzni, Maqellarë, Melan, Muhurr, Peshkopi, Selishtë, Sllovë, Tomin, Zall Dardhë e Zall Reç a costituire la municipalità di Dibër.

## Località
Il comune è formato dall'insieme delle seguenti località:
- Arras
- Gur i Zi
- Lazrej
- Koder Leshaj
- Mustafe
- Sine e Siperme
- Sine e Poshtme
- Cidhen
- Gryke Nok